# Joshua Kitolano
Joshua Gaston Kitolano (* 3. August 2001 in Uvira, DR Kongo) ist ein norwegisch-kongolesischer Fußballspieler. Seit dem Sommer 2022 steht er bei Sparta Rotterdam in den Niederlanden unter Vertrag.

## Karriere

### Verein
Joshua Kitolano begann mit dem Fußballspielen bei Gulset Idrettsforening in Skien, bevor er in die Jugendmannschaften von Odds BK, dem größten Verein der Stadt, gewechselt war. Am 15. April 2018 gab er im Alter von 16 Jahren bei der 0:3-Niederlage im Erstligaspiel bei Strømsgodset IF sein Profidebüt. Kitolano war in den Saisons 2018 und 2019 zu seinen Einsätzen gekommen, obwohl er zum Kader der zweiten Mannschaft gehörte, doch sein Durchbruch folgte in der Spielzeit 2020, als er sich als zentraler Mittelfeldspieler einen Stammplatz sichern konnte. Odds BK war in dieser Saison phasenweise Zweiter oder Dritter und belegte zum Ende der Spielzeit den siebten Tabellenplatz. Auch in der Saison 2021 war Kitolano gesetzt und verpasste lediglich wegen einer Gelbsperre zwei Spiele. Mit seinem Verein belegte er zum Ende der Saison den 13. Tabellenplatz. In der Spielzeit 2022 lief Joshua Kitolano noch bis zum Sommer 2022 für Odds BK auf und verließ dann den Verein.
Denn er entschloss sich zu einem Wechsel in die Niederlande zu Sparta Rotterdam.

### Nationalmannschaft
Von 2018 bis 2023 absolvierte der Mittelfeldspieler insgesamt 59 Partien für diverse norwegische Jugendnationalmannschaften und erzielte dabei fünf Treffer.

## Sonstiges
Joshua Kitolano ist mit seiner Familie im Oktober 2005 aus der Demokratischen Republik Kongo nach Norwegen immigriert. Seine beiden Brüder Eric Bugale (* 1997) und John (* 1999) sind ebenfalls Fußballprofis und spielen aktuell für Tromsø IL bzw. Odds BK.